# ベルガモ旧市街ケーブルカー
ベルガモ旧市街ケーブルカー（イタリア語: Funicolare di Bergamo Città Alta）は、イタリア・ベルガモ旧市街の丘の麓の街（Città Bassa）と丘の上の街（Città Alta）を結ぶケーブルカー路線。ベルガモで公営交通を運営するA.T.B.社が本路線を運営している。

## 歴史
ベルガモ旧市街の丘の麓と丘の上を結ぶ2両編成のケーブルカーが開通したのは1887年のことである。その後、1917年に輸送能力増強のため大規模改修が行われた。その時に、左右の独立した軌道に作り替えられた。1920年から1921年にかけて新しい車両が導入されると共に、両端の駅の改修が行われた。1963年から1964年にかけて、2両のパノラマ車両が導入された。

## 路線概要

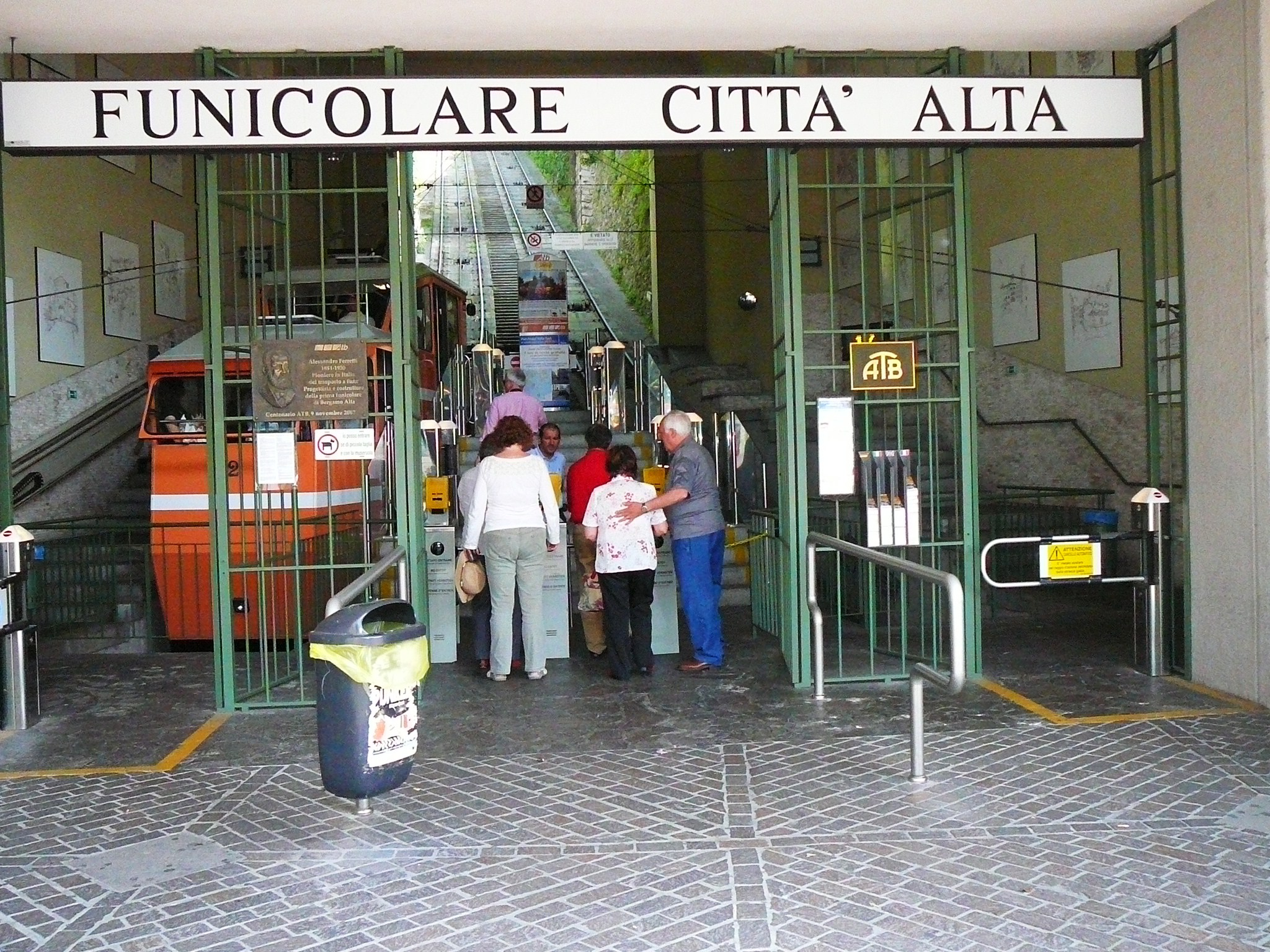
丘の麓駅

### 駅一覧
- Stazione Superiore (Città Alta) （丘の上駅）… 旧市街中心
- Stazione Inferiore (Città Bassa)（丘の麓駅）

### 仕様
- 路線距離：右側軌道240m、左側軌道234m[1]
- 高低差：85m
- 勾配：最大52%
- 定員：50名／2両編成

## 運行形態
平日は午前7時から翌日の午前1時20分までの間、休日は午前7時30分から深夜0時までの間、8から15分毎に運行されている（2014年冬ダイヤ）。
丘の上駅と丘の麓駅の間の所要時間は約3分である。

## 運賃
2014年冬時点で乗車可能な主なチケットの価格は次の通り。
- 1ゾーン圏内 75分チケット ： 1.25ユーロ
- 市内 24時間チケット ： 3.50ユーロ
- ATB全線 24時間チケット ： 5.00ユーロ（ベルガモ空港含む）

## 接続路線
丘の麓駅でバス1,1A系統（ベルガモ駅、ベルガモ空港方面行き）に乗継可能。